# Стрельба в торговом центре «Риддерхоф»
Стрельба в торговом центре «Риддерхоф» — события, произошедшие в городе Алфен-ан-ден-Рейн недалеко от Амстердама, Южная Голландия, Нидерланды, 9 апреля 2011 года, когда 25-летний Тристан Ван дер Влис открыл стрельбу на автомобильной стоянке торгового центра «Риддерхоф» из самозарядной винтовки Smith & Wesson M&P15-22. Он убил 6 и ранил 17 человек и сделал не менее 100 выстрелов перед тем, как покончить с собой. Это было первое столь громкое преступление на территории Нидерландов после покушения на королевскую семью в 2009 году.

## Событие
9 апреля 2011 года около 12.02 на территорию торгового центра «Риддерхоф» вошёл человек с длинными светлыми волосами, в чёрной кожаной куртке и камуфляжных штанах, вооружённый самозарядной винтовкой Smith & Wesson M&P15-22. Также при нём были «Colt» .45 калибра и револьвер .38 калибра. Он внезапно открыл огонь по посетителям на стоянке (один человек был убит у своей машины). В торговом центре началась паника. На месте были убиты два человека, ещё четверо умерли в больнице от полученных ранений. Здание тут же было оцеплено прибывшей полицией. Спустя несколько минут, убив 6 и ранив 17 человек, в том числе двух детей 6 и 10 лет. Ван дер Влис покончил с собой выстрелом в голову из револьвера у центрального входа в магазин, увеличив таким образом число погибших до семи. Перед этим он успел сделать около 100 выстрелов. Также при стрельбе были повреждены центральный вход и несколько машин.

## Преступник

Тристан ван дер Влис

Стрелявшим оказался 25-летний уроженец и житель Алфен-ан-ден-Рейна Тристан ван дер Влис (нидерл. Tristan van der Vlis). Он жил с отцом в квартире в Альфен-ан-ден-Рейне с самого детства. Тристан был членом стрелкового клуба, что позволило ему хранить в квартире три единицы огнестрельного оружия и сотни патронов к нему. Соседи описывали его вежливым и приятным. Стрелок ранее имел проблемы с правоохранительными органами, в 2003 году ему предъявляли обвинение в незаконном хранении оружия, которое позже было снято. Также в 2006 году Тристан провёл 10 дней в лечебнице закрытого типа после попытки самоубийства, после он пытался дважды покончить с собой в 2008 году. Тристан бросил работу всего за несколько дней до стрельбы. В его машине были найдены несколько записок, содержание которых не разглашается, но известно, что одна из них адресована матери. Также в одной записке он написал, что заложил несколько бомб в других торговых центрах. Благодаря быстрой работе полиции все были обезврежены.

## Последствия
Всего было убито трое мужчин: 80, 42 и 49 лет, и три женщины: 91, 65 и 45 лет. 10 апреля 2011 года полиция Нидерландов арестовала 17-летнюю девушку за угрозы устроить стрельбу в своей школе и превзойти Тристана ван дер Влиса по количеству жертв.